# Rychlobruslení na Zimních olympijských hrách 2014 – 1500 metrů ženy
Závod na 1500 metrů žen na Zimních olympijských hrách 2014 se konal v hale Adler-Arena v Soči dne 16. února 2014. Z českých závodnic se jej zúčastnila Karolína Erbanová. Do závodu se kvalifikovala i Martina Sáblíková, trenér ji však ze zdravotních důvodů odhlásil.
Olga Fatkulinová, která na trati 1500 m skončila na 9. místě, byla v listopadu 2017 Mezinárodním olympijským výborem zpětně diskvalifikována, a to kvůli jejímu údajnému zapojení do ruského dopingového skandálu na ZOH v Soči. Po hromadném odvolání ruských sportovců byl na začátku února 2018 její trest Mezinárodní sportovní arbitráží zrušen.

## Výsledky
| Pořadí           | Dvojice | Dráha | Jméno                         | Země                   | Čas          | Ztráta |
| ---------------- | ------- | ----- | ----------------------------- | ---------------------- | ------------ | ------ |
| Zlatá medaile    | 9       | I     | Jorien ter Morsová            | Nizozemsko             | 1:53,51 (OR) | 0,00   |
| Stříbrná medaile | 15      | I     | Ireen Wüstová                 | Nizozemsko             | 1:54,09      | +0,58  |
| Bronzová medaile | 18      | O     | Lotte van Beeková             | Nizozemsko             | 1:54,54      | +1,03  |
| 4.               | 13      | I     | Marrit Leenstraová            | Nizozemsko             | 1:56,40      | +2,89  |
| 5.               | 16      | O     | Julija Skokovová              | Rusko                  | 1:56,45      | +2,94  |
| 6.               | 16      | I     | Katarzyna Bachledová-Curuśová | Polsko                 | 1:57,18      | +3,67  |
| 7.               | 14      | I     | Heather Richardsonová         | Spojené státy americké | 1:57,60      | +4,09  |
| 8.               | 17      | O     | Jekatěrina Lobyševová         | Rusko                  | 1:57,70      | +4,19  |
| 9.               | 5       | O     | Olga Fatkulinová              | Rusko                  | 1:57,88      | +4,37  |
| 10.              | 11      | I     | Jekatěrina Šichovová          | Rusko                  | 1:58,09      | +4,58  |
| 11.              | 11      | O     | Luiza Złotkowská              | Polsko                 | 1:58,18      | +4,67  |
| 12.              | 15      | O     | Ida Njåtunová                 | Norsko                 | 1:58,21      | +4,70  |
| 13.              | 12      | O     | Karolína Erbanová             | Česko                  | 1:58,23      | +4,72  |
| 14.              | 17      | I     | Brittany Boweová              | Spojené státy americké | 1:58,31      | +4,80  |
| 15.              | 10      | O     | Natalia Czerwonková           | Polsko                 | 1:58,46      | +4,95  |
| 16.              | 7       | I     | Kali Christová                | Kanada                 | 1:58,63      | +5,12  |
| 17.              | 8       | I     | Christine Nesbittová          | Kanada                 | 1:58,67      | +5,16  |
| 18.              | 8       | O     | Jilleanne Rookardová          | Spojené státy americké | 1:59,15      | +5,64  |
| 19.              | 18      | I     | Claudia Pechsteinová          | Německo                | 1:59,47      | +5,96  |
| 20.              | 2       | I     | Jelena Peetersová             | Belgie                 | 1:59,73      | +6,22  |
| 21.              | 2       | O     | Kim Po-rum                    | Jižní Korea            | 1:59,78      | +6,27  |
| 22.              | 6       | O     | Misaki Ošigiriová             | Japonsko               | 2:00,03      | +6,52  |
| 23.              | 3       | O     | Čao Sin                       | Čína                   | 2:00,27      | +6,76  |
| 24.              | 14      | O     | Monique Angermüllerová        | Německo                | 2:00,32      | +6,81  |
| 25.              | 13      | O     | Maki Tabataová                | Japonsko               | 2:00,64      | +7,13  |
| 26.              | 12      | I     | Brittany Schusslerová         | Kanada                 | 2:00,65      | +7,14  |
| 27.              | 6       | I     | Li Čchi-š'                    | Čína                   | 2:00,89      | +7,38  |
| 28.              | 1       | I     | Jekatěrina Ajdovová           | Kazachstán             | 2:00,93      | +7,42  |
| 29.              | 3       | I     | No Son-jong                   | Jižní Korea            | 2:01,07      | +7,56  |
| 30.              | 7       | O     | Gabriele Hirschbichlerová     | Německo                | 2:01,18      | +7,67  |
| 31.              | 9       | O     | Ajaka Kikučiová               | Japonsko               | 2:01,29      | +7,78  |
| 32.              | 10      | I     | Nana Takagiová                | Japonsko               | 2:02,16      | +8,65  |
| 33.              | 5       | I     | Hege Bøkková                  | Norsko                 | 2:02,53      | +9,02  |
| 34.              | 1       | O     | Vanessa Bittnerová            | Rakousko               | 2:02,84      | +9,33  |
| 35.              | 4       | O     | Brianne Tuttová               | Kanada                 | 2:03,69      | +10,18 |
| 36.              | 4       | I     | Jang Sin-jong                 | Jižní Korea            | 2:04,13      | +10,62 |

### Mezičasy medailistek
| Jméno              | Země       | 300 m         | 700 m         | 1100 m          | Cíl             |
| ------------------ | ---------- | ------------- | ------------- | --------------- | --------------- |
| Jorien ter Morsová | Nizozemsko | 25,67 (0,00)  | 53,72 (0,00)  | 1:22,93 (0,00)  | 1:53,51 (0,00)  |
| Ireen Wüstová      | Nizozemsko | 25,64 (−0,03) | 53,90 (+0,18) | 1:23,29 (+0,36) | 1:54,09 (+0,58) |
| Lotte van Beeková  | Nizozemsko | 25,49 (−0,18) | 53,86 (+0,14) | 1:23,65 (+0,72) | 1:54,54 (+1,03) |